# Демодам
Демодам (др.-греч. Δημοδάμας; IV—III века до н. э.) — один из ближайших приближённых Селевка I Никатора.
Предположительно, в 306—305 годах до н. э. Демодам руководил отрядом своих сограждан милетян во время похода Селевка в Индию. Возможно, в это время он стал одним из наиболее близких соратников царя, которым тот поручал выполнение важных государственных заданий. Впоследствии, он выполнял функции эпистата Милета, а также стратега и/или сатрапа Бактрии и Согдианы. На этом посту он совершил успешный военный поход в Среднюю Азию.
Демодам был не только государственным и военным деятелем, но также историком, географом и этнографом. Он написал несколько трудов, которые, хоть и не сохранились, использовали Страбон, Плиний Старший и Стефан Византийский.

## Биография
Сведения о жизни Демодама в античных источниках скудны. Предположительно, он родился в Милете, хотя древнегреческий писатель Афиней не исключал, что его родным городом был Галикарнас. Его отцом был Аристид, возможно, эпистат Милета.
Предположительно, в 306—305 годах до н. э. Демодам руководил отрядом милетян в войске Селевка I во время похода в Индию. К этому времени, возможно, относится получение Демодамом статуса «друга царя», что предполагало принадлежность к ближнему кругу советников царя и участие в буле (высшем консультативном органе при монархе), выполнение им важных поручений Селевка, административных и других функций. Г. Бенгтсон относил Демодама к числу талантливых соратников Селевка, благодаря которым он достиг своих успехов. С именем Демодама связано продвижение культа Аполлона при дворе Селевка, превращение древнегреческого бога искусств и красоты в бога-покровителя Селевкидов. Согласно одной из гипотез, Демодам был автором легенды о том, что мать Селевка Лаодика родила сына не от Антиоха, а от Аполлона.
После 301 года до н. э. он был назначен эпистатом своего родного Милета. При его содействии Селевк предоставил большие суммы денег на восстановление храма Аполлона и расположенного в нём оракула в пригороде Милета Дидимах. Демодам в 299/298 году до н. э. инициировал указы о воздаянии почестей первой жене Селевка Апаме и его старшему сыну Антиоху. Кроме почестей члены царской семьи получали большой набор привилегий. Также, на его деньги в городе была установлена статуя Апамы.
Около 295/294 года до н. э. Селевк назначил сына Антиоха своим соправителем и отправил на восток, чтобы там, далеко от столицы, он набрался опыта. Одной из задач Антиоха было усмирение Бактрии, в которой на фоне постоянных набегов кочевников начинались антиселевкидские восстания. Одним из советников Антиоха, которые отправились на восточные окраины империи, был Демодам. На тот момент, согласно оценке С. С. Иванова, Демодам был одним из наиболее опытных военачальников Селевка. Антиох с Демодамом достигли Бактрии к 290 году до н. э.
Согласно Плинию Старшему, «Seleuci et Antiochi regum dux» Демодам совершил поход в земли кочевников, пересёк Яксарт и установил алтарь Аполлону Дидимейскому. Возможно, алтарь находился на месте Алекксандрии Эсхаты, которую, при содействии Демодама, восстановили и назвали Антиохией Скифской или Заяксартской. По одной из версий, речь шла не об одном походе, а о целенаправленной кампании. В целом, поход Демодама был успешным, он позволил Селевикдам сохранять своё политическое и культурное влияние в регионе на последующие полтора века. По образному выражению В. В. Гусакова, «он раздвинул пределы греко-македонской ойкумены, как минимум, до Ташкентского оазиса». Военная экспедиция Демодама не только носила карательный характер против саков и массагетов, но и очерчивала границы державы Селевка.
В историографии существует дискуссия относительно обозначения Демодама как «regum dux» Селевка и Антиоха у римского историка Плиния. Возможно, Демодам был стратегом в Бактрии и Согдиане, возможно сатрапом, возможно сочетал обе эти должности. Предположительно, по одной версии, в 286/285 году до н. э. Демодам умер. На место советника Антиоха Селевк отправил другого своего «друга» Патрокла. Согласно предположению Д. Грэйнджера, прибытие Патрокла к Антиоху не было связано со смертью Демодама.

## Творчество
Демодам являлся автором книг по этнографии и истории, которые не сохранились. Одна из них называлась «О Галикарнасе» (др.-греч. Περί Άλικαρνασσού), ещё одна была посвящена Индии, были и другие, названия которых неизвестны. Они использовались Страбоном, Плинием Старшим и Стефаном Византийским.

### Исследования
- Бенгтсон Г. Правители эпохи эллинизма / Пер. с нем. и предисл. Э. Д. Фролова. — М.: Наука, Главная редакция восточной литературы, 1982. — 391 с. — (По следам исчезнувших культур Востока).
- Гусаков В. В. Сакские племена на северо-восточной периферии среднеазиатского эллинизма // Культуры степной Евразии и их взаимодействие с древними цивилизации. Материалы международной научной конференции, посвященной 110-летию со дня рождения выдающегося российского археолога М. П. Грязнова. — СПб.: Периферия, 2012. — Т. 2. — С. 475—477.
- Дьяконов М. М. Очерк истории Древнего Ирана / Под редакцией И. М. Дьяконова и А. Г. Периханян. — М.: Издательство восточной литературы, 1961. — 444 с. — 2000 экз.
- Иванов С. С. Кампания селевкидского полководца Демодама против саков Семиречья и Тянь-Шаня // Вестник Кыргызского государственного университета им. И. Арабаева. спец. выпуск. Ч. 2. — 2013. — С. 71—74.
- Нефёдов К. Ю. Селевк Никатор и Аполлон // Доісламський Близький Схід: історія, релігія, культура. Збірник наукових. — Киев: Інститут сходознавства ім. А. Ю. Кримського НАН України[укр.], 2014. — С. 177—196. — ISBN 978-966-02-7243-9.
- Смирнов С. В. Демодам и Патрокл — «друзья» Селевка I // ANTIQVITAS IVVENTAE  / Под ред. Е. В. Смыкова, А. В. Мосолкина. — Саратов: ИЦ «Наука», 2010. — С. 38—45. — ISBN 978-5-9999-0189-7.
- Смирнов С. В., Юрин А. И. Эпистаты в государствах Антигонидов и Селевкидов // Проблемы истории, филологии, культуры. — Магнитогорск: МГТУ, 2012. — Вып. 38, № 4. — С. 204—213. — ISSN 1992-0431.
- Смирнов С. В. Анабасис Антиоха I // SCRIPTA ANTIQUA. Вопросы древней истории, филологии, искусства и материальной культуры. — 2013. — Т. 4. — С. 197—203.
- Хенниг Р[нем.]. Глава 26. «Перипл Каспийского моря», составленный Патроклом (между 285 и 282 гг. до н. э.) // Неведомые земли / Перевод с немецкого Л. Ф. Вольфсон и Р. З. Персиц. Редакция А. Б. Дитмара. — М.: Издательство иностранной литературы, 1961. — Т. 1. — 512 с.
- Grainger J. D. The Rise of the Seleukid Empire (323—223 BC) Seleukos I to Seleukos III (англ.). — Barnslay: Pen & Sword Military[англ.], 2014. — ISBN 978-1-78303-053-8.
- Kosmin P. J[англ.]. The Land of the Elephant Kings: Space, Territory, and Ideology in the Seleucid Empire (англ.). — Cambridge, MA; London: Harvard University Press, 2014. — 448 p. — ISBN 978-0-674-72882-0.
- Nawotka K. Apollo, the Tutelary God of the Seleucids, and Demodamas of Miletus // The Power of Individual and Community in Ancient Athens and Beyond: Essays in Honour of John K. Davies (англ.) / ed. by Zosia Archibald and Jan Haywood. — Swansea: Classical Press of Wales, 2019. — P. 261—284. — ISBN 978-1-910589-73-1.
- Schwartz E. Demodamas // Paulys Realencyclopädie der classischen Altertumswissenschaft :  [нем.] / Georg Wissowa. — Stuttgart : J. B. Metzler’sche Verlagsbuchhandlung, 1901. — Bd. IV, 2. — Kol. 2868.
- Tarn W. W. Two Notes on Seleucid History: 1. Seleucus' 500 Elephants, 2. Tarmita (англ.) // The Journal of Hellenic Studies. — London: The Society for the Promotion of Hellenic Studies, 1940. — Vol. 60. — P. 84—94. — ISSN 0075-4269. — doi:10.2307/626263. — JSTOR 626263.